# 亚历山大 (北达科他州)
亚历山大（英語：Alexander），是美国北达科他州下属的一座城市。根据2010年美国人口普查，该市有人口223人。2011年估计该市有人口247人，相对于2010年，增长率为10.76%。